# Alexandru Suciu
Alexandru Suciu (1960. október 29. –) román válogatott labdarúgó.

## Mérkőzései a román válogatottban
| #  | Dátum             | Ellenfél      | Eredmény | Kiírás              | Esemény |
| -- | ----------------- | ------------- | -------- | ------------------- | ------- |
| 1. | 1985. március 27. | Lengyelország | 0 – 0    | barátságos mérkőzés | 46'     |

## Sikerei, díjai
- FC Dinamo București:
  - Román labdarúgó-bajnokság ezüstérmes: 1984-85, 1986-87
  - Román kupa győztes: 1985-86